# Александар Лома
Александар Лома (Ваљево, 2. март 1955) српски је класични филолог, индоевропеиста, етимолог, ономастичар, универзитетски професор и академик. Бави се историјом религија и митологија, топонимијом и историјском географијом.

## Живот и рад
Научно се образовао на Одељењу за класичну филологију Филозофског факултета у Београду. Дипломирао 1978, магистрирао 1986. (Значај контекста ономастичких података у изучавању реликтних језика), докторирао 1988. (Проблеми изучавања супстрата у топонимији Србије), све под менторством проф. др Љиљане Црепајац. Од 1979. ради на Одељењу за класичну филологију. Изабран за редовног професора тог одељења 2001. Предаје претежно грецистику (Историјску граматику грчког језика I и II; Историју религија).
Стручна знања стицао је на Универзитету у Минхену (1989—1991) као Хумболтов стипендиста, на Универзитету у Солуну (2000) као стипендиста грчког министарства образовања.
Суделовао је у многим научним скуповима у Србији, бившој Југославији, Немачкој, Аустрији, Француској, Русији, Пољској, Чешкој, Словачкој и Бугарској.
Предавао је по позиву на универзитетима у Минхену, Солуну, Будимпешти, Монпељеу и Бечу.
Од 1994. сарађује на изради Етимолошког речника српског језика при Институту за српски језик САНУ, од 2000. водитељ је израде и главни уредник досад изашлих свезака (И/2003, II/2006, III/2008).
Објавио је око 250 радова на српском, енглеском, немачком, француском, руском, бугарском и украјинском језику. Бавио се и превођењем уметничке и научне књижевности са старогрчког, латинског, Авесте, немачког, енглеског и француског.
Добитник је награде «Александар Белић» за најбољи чланак младог лингвиста 1987, као и Награде Вукове задужбине за најбољу научну књигу 2002. године.
Члан је Етимолошке комисије Међународног славистичког комитета (2003—2008. био је њен председник), Издавачког одбора Европског лингвистичког атласа (Atlas linguarum Europae) и Морфонолошке комисије Општесловенског лингвистичког аталаса (Общеславянский лингвистический атлас). Члан је редакција више домаћих и страних научних часописа и њихов рецензент. Главни је уредник Ономатолошких прилога у издању САНУ.
Супруг је класичног филолога Светлане Лома.